# Белоус, Пётр Михайлович
Петр Михайлович Белоус — советский хозяйственный, государственный и политический деятель.

## Биография
Родился в 1922 году в селе Ивот. Член КПСС.
Окончил Кемеровскую облпартшколу, ВПШ при ЦК КПСС.
До 1949 — мастер, старший мастер, начальник 2-й мастерской комбината номер 392, директор ремесленного училища номер 5 города Кемерово.
В 1949—1953 — заведующий промышленно-транспортным отделом, второй секретарь Кировского райкома КПСС города Кемерово.
В 1956—1961 — заместитель заведующего отделом партийных органов Кемеровского обкома КПСС, первый секретарь Заводского райкома КПСС города Кемерова, второй секретарь Кемеровского горкома КПСС.
В 1961—1964 — председатель Кемеровского горисполкома.
В 1964—1984 — заместитель председателя Кемеровского облисполкома.
В 1984—1989 — начальник 2-го отдела, заведующий отделом Кемеровского облисполкома.
Депутат Верховного Совета РСФСР 6-го созыва. Делегат XXII съезда КПСС.
Умер в 1991 году в Кемерове.

## Награды
- Орден Трудового Красного Знамени (25.08.1971; 19.03.1981)
- Орден Знак Почёта (11.08.1966)